# Томаш Булик
Томаш Булик (словац. Tomáš Bulík; 27 серпня 1985) — словацький хокеїст, центральний нападник. Виступає за «Слован» (Братислава) у Словацькій Екстралізі.
Виступав за ХК «Требішов», ХК «Кошице», МХК «Мартін», ХК «Пряшів», МсХК «Жиліна», ХК «32 Ліптовски Мікулаш», ХК «05 Банська Бистриця», «Югра» (Ханти-Мансійськ).
У складі національної збірної Словаччини провів 25 матчів (1 гол); учасник чемпіонату світу 2010 (6 матчів, 0+0). У складі молодіжної збірної Словаччини учасник чемпіонатів світу 2004 і 2005. У складі юніорської збірної Словаччини учасник чемпіонату світу 2003.
Досягнення
- Чемпіон Словаччини (2012).